# Elecciones presidenciales de Ecuador de 1998
Las elecciones presidenciales de Ecuador de 1998 constó de dos vueltas electorales, realizadas el domingo 31 de mayo de 1998 y domingo 12 de julio de ese mismo año. Resultó vencedor Jamil Mahuad con el 51,17% de los votos contra el empresario Álvaro Noboa, convirtiéndose en el presidente inaugural de la Constitución de Ecuador de 1998.

## Antecedentes
Como consecuencia del derrocamiento de Abdalá Bucaram, el país entró en un período de transición y de crisis política, presidencial, gubernamental y constitucional, al asumir Fabián Alarcón como presidente constitucional de forma controversial, convocando a una Asamblea Constituyente al ser aprobado el Referéndum de Ecuador de 1997, legitimado por enmiendas a la constitución vigente.
La nueva Constitución de Ecuador de 1998 fue aprobada, entrando el vigencia el 10 de agosto de 1998, por lo que el presidente Alarcón convocó a elecciones para que un nuevo presidente asuma el mismo día. Ante una fuerte crisis económica y política, pocos candidatos se presentaron a las elecciones. Entre los aspirantes se encontraba el entonces Alcalde de Quito Jamil Mahuad por la Democracia Popular, el empresario Álvaro Noboa por el PRE, el expresidente Rodrigo Borja por la Izquierda Democrática, el periodista Freddy Ehlers por el nuevo Movimiento Ciudadanos Nuevo País, la expresidenta Rosalía Arteaga por Alianza Nacional y María Eugenia Lima por el Movimiento Popular Democrático.

### Precandidaturas retiradas
| Lista | Partido             | Partido                                   | Precandidato        | Motivo                  |
| ----- | ------------------- | ----------------------------------------- | ------------------- | ----------------------- |
| 6     |                     | Partido Social Cristiano                  | Jaime Nebot         | Endorsan a Jamil Mahuad |
| 6     | León Febres Cordero | Partido Social Cristiano                  |                     | Endorsan a Jamil Mahuad |
| 10    |                     | Partido Roldosista Ecuatoriano            | Fernando Aspiazu    | Endorsan a Álvaro Noboa |
| 13    |                     | Acción Popular Revolucionaria Ecuatoriana | Frank Vargas Pazzos | Endorsan a Álvaro Noboa |
| 16    |                     | Unión Popular Latinoamericana             | Hugo Caicedo        | Endorsan a Álvaro Noboa |

## Candidatos
Los siguientes fueron los candidatos a Presidente y Vicepresidente inscritos oficialmente en el Tribunal Supremo Electoral. 
Se específica el partido, movimiento o alianza política que patrocinaron a los candidatos como fueron inscritos en el Tribunal Supremo Electoral, incluyendo además los partidos nacionales inscritos en el TSE que apoyaron las candidaturas, siendo estos ordenados de acuerdo al número de lista:
| Lista    | Partido / Movimiento | Partido / Movimiento                                                                                   | Presidente                        | Cargos importantes                             | Vicepresidente                    | Cargos importantes                                    | Eslogan                                  |
| -------- | -------------------- | --- | --------------------------------- | ---------------------------------------------- | --------------------------------- | ----------------------------------------------------- | ---------------------------------------- |
| 5        |                      | Democracia Popular                                                                                     | Jamil Mahuad Witt (DP)            | Alcalde Metropolitano de Quito (1992 - 1998)   | Gustavo Noboa Bejarano (Ind.)     | Gobernador del Guayas (1983-1984)                     | “Sé lo que hay que hacer y cómo hacerlo” |
| 10 13 16 |                      | Partido Roldosista Ecuatoriano Acción Popular Revolucionaria Ecuatoriana Unión Popular Latinoamericana | Álvaro Noboa Pontón (Ind.)        | Presidente de la Junta Monetaria (1996 - 1997) | Alfredo Castillo Bujase (Ind.)    | Director del Partido Liberación Nacional              | "Adelante Ecuador, Adelante"             |
| 11       |                      | Partido Alianza Nacional-MIRA                                                                          | Rosalía Arteaga Serrano (AN-MIRA) | Presidenta Encargada de la República (1997)    | Guido Carranza Acosta (Ind.)      | Gobernador de Manabí (1995 - 1996)                    |                                          |
| 12       |                      | Izquierda Democrática                                                                                  | Rodrigo Borja Cevallos (ID)       | Presidente de la República (1988 - 1992)       | Carlos Baquerizo Astudillo (Ind.) | Director de la Corporación Financiera Nacional (1982) | "Vuelve la Esperanza"                    |
| 15       |                      | Movimiento Popular Democrático                                                                         | María Eugenia Lima Garzón (MPD)   | Diputada por Chimborazo (1992 - 1994)          | Ricardo Ramírez Aguirre (Ind.)    | Médico                                                | "Un pueblo que se levanta"               |
| 21       |                      | Movimiento Ciudadanos Nuevo País                                                                       | Freddy Ehlers Zurita (MCNP)       | Periodista                                     | Jorge Gallardo Zavala (Ind.)      | Ministro de Economía y Finanzas (1988 - 1991)         | "Vota con Fe"                            |

## Campaña Electoral
La campaña durante las elecciones de 1998 se centró en el restablecimiento de una política estable luego del desastroso gobierno de Bucaram y el corrupto interinazgo de Alarcón y establecer soluciones para la creciente crisis económica y financiera que vivía el país en la época. Esta fue la primera elección desde el retorno de la democracia en 1979 en producir fuertes cuestionamientos y acusaciones de fraude por parte del candidato perdedor del balotaje, Álvaro Noboa, al Tribunal Supremo Electoral. Los candidatos a la presidencia fueron: 

### Jamil Mahuad - Democracia Popular, lista 5
Jamil Mahuad por la Democracia Popular se ubicó como el favorito desde la etapa preelectoral, debido a su papel protagónico en el derrocamiento de Abdalá Bucaram, al ser el eslabón que permitió la unidad de los diferentes partidos y líderes políticos para lograr la destitución de Bucaram, valiéndose en su condición como Alcalde de Quito, que se había dedicado a mostrar eficiencia en el municipio capitalino, pero sobre todo había administrado eficientemente la capital del país por dos ocasiones ininterrumpidas durante los dos periodos municipales consecutivos (1992-1996 y 1996-1998).
Presentó una imagen de polo opuesto a Bucaram, al tener una presencia controlada, formal y tradicional, con alta formación académica y de grandes resultados administrativos como alcalde de Quito. Su candidatura fue tan fuerte que recogió el apoyo del Partido Social Cristiano que se abstuvo de proponer candidaturas presidenciales, no presentando a Jaime Nebot para una tercera candidatura sino lanzando para una candidatura a Diputado Nacional al Congreso Nacional.
Se puso en duda su capacidad de gobernar por su estado de salud, ya que sufrió un derrame cerebral en el año 1997, pero demostró estar sano al mantener una campaña activa. Su campaña se centró en presentarse como un nuevo amanecer para el Ecuador, y relacionando a su principal contrincante Álvaro Noboa con el gobierno de Bucaram, usando cuñas con el tema de Los Locos Addams para representar a la familia Bucaram, advirtiendo que con Noboa, los Bucaram retomarían el poder.
Su campaña fue efectiva, obteniendo más del 34% de los votos en la primera vuelta, estando cerca de lograr el triunfo en una sola vuelta. Durante la segunda vuelta, la campaña de Mahuad bajó su intensidad, dándole mayor importancia a reuniones privadas con empresarios y líderes políticos, lo que permitió que la candidatura de Noboa despegara y estuviera a punto de perder, triunfando por apenas 2%.
Sus lemas de campaña fueron "Sé lo que hay que hacer y cómo hacerlo", "Para dejar la crisis atrás", entre otros.

### Álvaro Noboa - Partido Roldosista Ecuatoriano - APRE - UPL, listas 10 - 13 - 16
Álvaro Noboa empresario bananero, expresidente de la Junta Monetaria del Ecuador durante el gobierno de Abdalá Bucaram, candidateado por el Partido Roldosista Ecuatoriano, logró obtener la candidatura principalmente por su condición como uno de los hombres más ricos y exitosos del país. Su candidatura recibió el apoyo del CFP, el APRE y la UPL.
Durante su campaña, Noboa se esforzó por distanciarse del gobierno de Bucaram, afirmando que no traería al expresidente del exilio. Utilizó su imagen de empresario exitoso para presentarse como el indicado para sacar al país de la crisis, mensaje que tuvo acogida principalmente en la costa. Durante esta campaña acuñó la conocida frase: "Adelante Ecuador, Adelante", la cual la mantendría en sus siguientes candidaturas presidenciales.
En la segunda vuelta, Noboa realizó una fuerte campaña a lo largo del país, gasto una fortuna entregando regalos, canastas básicas y electrodomésticos a las poblaciones más pobres, lo cual le permitió despuntar en la intención de voto, perdiendo por muy poca diferencia, acusando al Tribunal Supremo Electoral de haber consumado un fraude en su contra, lo cual fue negado por el TSE, sin realizar un recuento o investigaciones.

### Rodrigo Borja - Izquierda Democrática, lista 12
Rodrigo Borja Cevallos, expresidente de la República, por la Izquierda Democrática, quién se postuló 10 años después de salir de la presidencia, teniendo fuerza en Quito y la provincia serrana del Azuay, pero no logró obtener un fuerte apoyo, logrando el tercer puesto. Su campaña se basó en promocionar su experiencia como expresidente como la mejor opción para darle estabilidad al país.

### Freddy Ehlers - Movimiento Ciudadanos Nuevo País, lista 21
Freddy Ehlers, excandidato por Pachakutik formó el Movimiento Ciudadanos Nuevo País, recibiendo el apoyo del Partido Socialista-Frente Amplio y Pachakutik, proponiendo un proyecto progresista de actores políticos nuevos e independientes, sin relación con los políticos tradicionales, para poder lograr un verdadero cambio político, pero su candidatura había perdido fuerza en comparación a su participación anterior, obteniendo el cuarto lugar, ganando únicamente en la provincia serrana de Tungurahua, a diferencia de las 11 provincias en las que triunfó con su candidatura pasada.

## Sondeos a boca de urna

### Primera vuelta
| Fecha      | Encuesta | Jamil Mahuad | Álvaro Noboa | Otros |
| ---------- | -------- | ------------ | ------------ | ----- |
| 31/05/1998 | Cedatos  | 37%          | 28%          | 35%   |

### Segunda vuelta
| Fecha      | Encuesta | Jamil Mahuad | Álvaro Noboa |
| ---------- | -------- | ------------ | ------------ |
| 12/07/1998 | Cedatos  | 53%          | 47%          |

## Resultados
|  | 34.92 % |

|  | 51.17 % |

|  | 26.61 % |

|  | 48.83 % |

|  | 16.12 % |

|  | 14.75 % |

|  | 5.07 % |

|  | 2.53 % |

|  | 100 % |

|  | 100 % |

### Resultados de la Primera Vuelta a nivel provincial
| Provincias                       | Jamil Mahuad | Álvaro Noboa | Rodrigo Borja | Freddy Ehlers | Rosalía Arteaga | María Eugenia Lima |
| -------------------------------- | ------------ | ------------ | ------------- | ------------- | --------------- | ------------------ |
| Azuay                            | 30,3%        | 8,2%         | 30,7%         | 24,7%         | 3,5%            | 2,5%               |
| Bolívar                          | 36,3%        | 20,8%        | 23,2%         | 12,4%         | 4,5%            | 2,8%               |
| Cañar                            | 30,2%        | 17,9%        | 16,8%         | 28,1%         | 2,8%            | 4,3%               |
| Carchi                           | 31%          | 17,5%        | 21,5%         | 20,2%         | 2,6%            | 7,2%               |
| Cotopaxi                         | 28,2%        | 15,7%        | 22,1%         | 24,2%         | 4,7%            | 5,2%               |
| Bandera de Chimborazo Chimborazo | 30,6%        | 14,7%        | 21%           | 21,3%         | 6,6%            | 5,9%               |
| El Oro                           | 30,3%        | 41,5%        | 7%            | 11,8%         | 6,6%            | 2,9%               |
| Bandera de Esmeraldas Esmeraldas | 29,9%        | 50,1%        | 6,6%          | 6,1%          | 4%              | 3,2%               |
| Galápagos                        | 38,5%        | 35,5%        | 6,4%          | 13,6%         | 5,2%            | 0,9%               |
| Guayas                           | 38%          | 43,3%        | 4,7%          | 7,8%          | 4,5%            | 1,8%               |
| Imbabura                         | 33,4%        | 13,1%        | 19,8%         | 27,4%         | 3%              | 3,2%               |
| Loja                             | 49,9%        | 19,8%        | 12,3%         | 12%           | 4,2%            | 1,7%               |
| Los Ríos                         | 31,8%        | 49,6%        | 4,4%          | 6,5%          | 5,6%            | 2,2%               |
| Manabí                           | 31,3%        | 38,2%        | 5%            | 7,7%          | 16,4%           | 1,4%               |
| Morona Santiago                  | 31,5%        | 22,8%        | 15,8%         | 17,4%         | 6,5%            | 6%                 |
| Napo                             | 33,7%        | 18,6%        | 11,9%         | 20,6%         | 6,8%            | 8,4%               |
| Pastaza                          | 39,1%        | 15,4%        | 20,1%         | 8,1%          | 10%             | 7,3%               |
| Bandera de Pichincha Pichincha   | 37,1%        | 7,9%         | 33,1%         | 17,9%         | 2%              | 2%                 |
| Sucumbíos                        | 23,6%        | 34%          | 7,9%          | 23,4%         | 3,1%            | 7,9%               |
| Tungurahua                       | 30,5%        | 10,6%        | 19,5%         | 33,5%         | 4,2%            | 1,7%               |
| Zamora Chinchipe                 | 36,1%        | 30,4%        | 5,3%          | 14,3%         | 5,4%            | 8,4%               |

### Resultados del balotaje a nivel provincial
| Provincias                       | Jamil Mahuad | Álvaro Noboa |
| -------------------------------- | ------------ | ------------ |
| Azuay                            | 71,1%        | 28,9%        |
| Bolívar                          | 46,7%        | 53,3%        |
| Cañar                            | 60,1%        | 39,9%        |
| Carchi                           | 59,2%        | 40,8%        |
| Cotopaxi                         | 49%          | 51%          |
| Bandera de Chimborazo Chimborazo | 51,1%        | 48,9%        |
| El Oro                           | 40,2%        | 59,8%        |
| Bandera de Esmeraldas Esmeraldas | 30,4%        | 69,6%        |
| Galápagos                        | 49,7%        | 50,3%        |
| Guayas                           | 38,3%        | 61,7%        |
| Imbabura                         | 64,8%        | 35,2%        |
| Loja                             | 59,6%        | 40,4%        |
| Los Ríos                         | 29,8%        | 70,2%        |
| Manabí                           | 39,1%        | 60,9%        |
| Morona Santiago                  | 55%          | 45%          |
| Napo                             | 52,7%        | 47,3%        |
| Pastaza                          | 60,2%        | 39,8%        |
| Bandera de Pichincha Pichincha   | 73,4%        | 26,6%        |
| Sucumbíos                        | 28,5%        | 71,5%        |
| Tungurahua                       | 64,5%        | 35,5%        |
| Zamora Chinchipe                 | 43,2%        | 56,8%        |

Fuente: